# Константиновичи

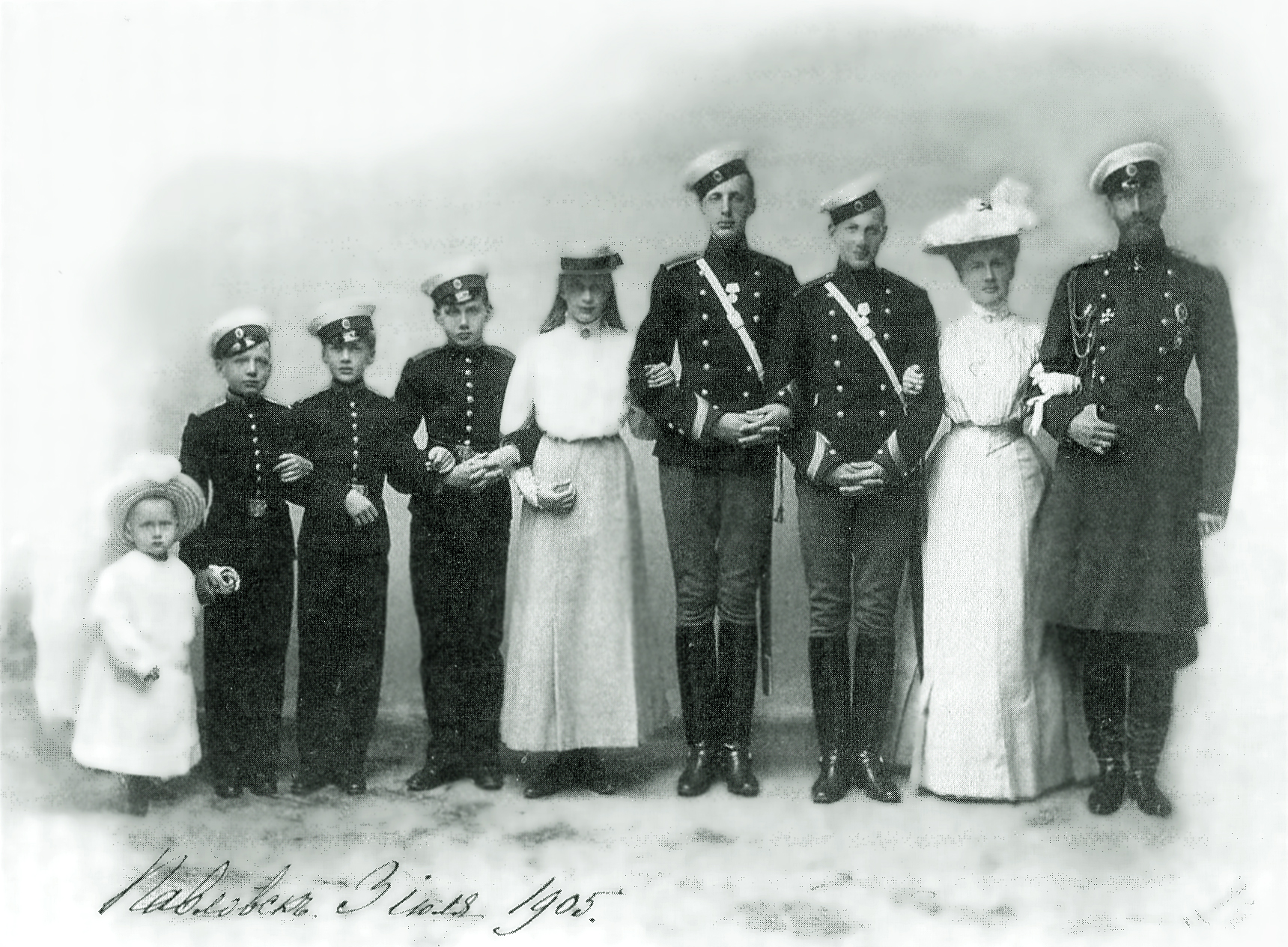
Семья Константина Константиновича и Елизаветы Маврикиевны Романовых

Константи́новичи — дети великого князя Константина Константиновича Романова и великой княгини Елизаветы Маврикиевны (урождённой принцессы Саксен-Альтенбургской; 1865—1927):
- Иоанн Константинович (1886—1918)
- Гавриил Константинович (1887—1955)
- Татьяна Константиновна (1890—1979)
- Константин Константинович (младший) (1891—1918)

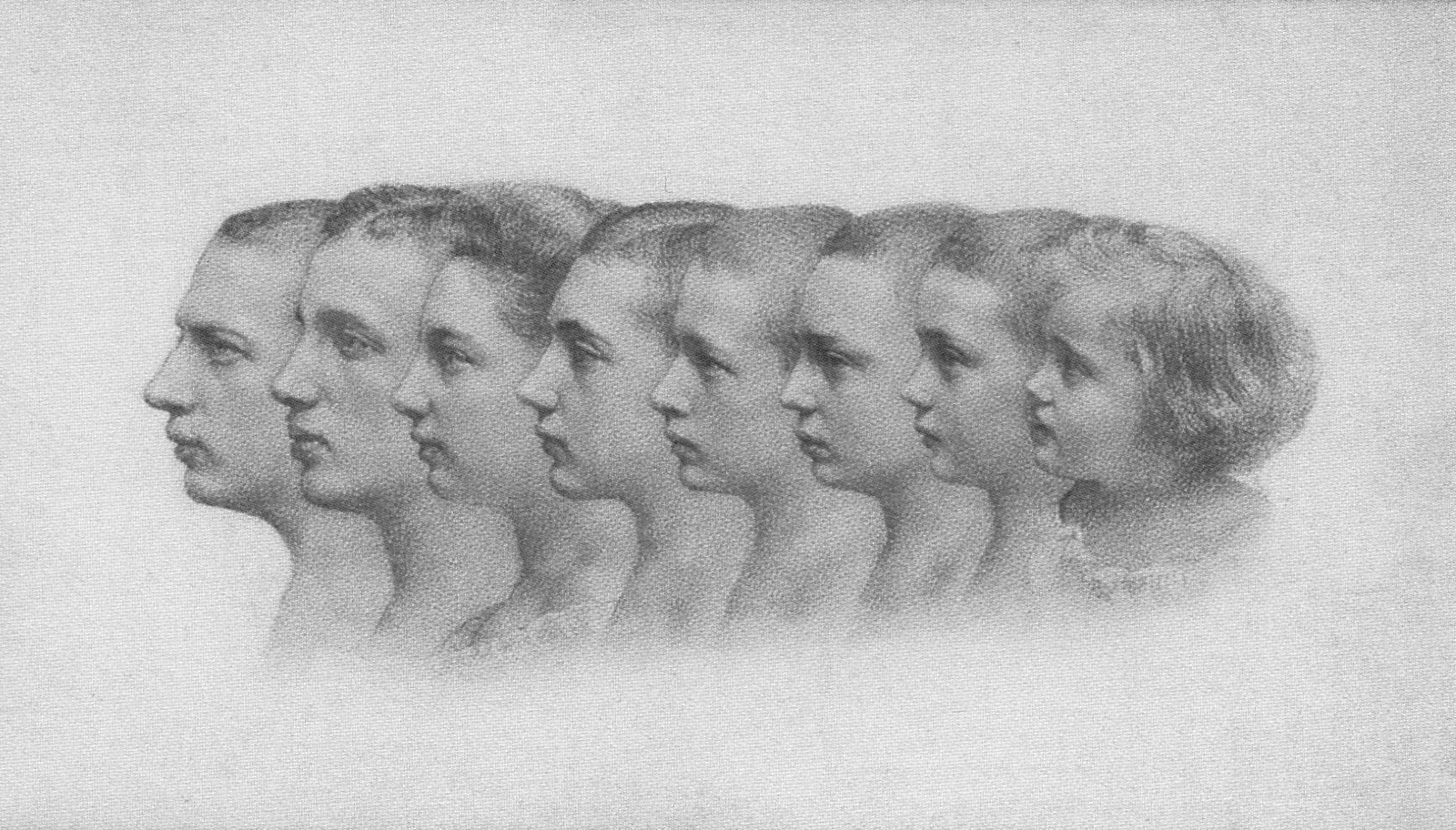

- Олег Константинович (1892—1914)
- Игорь Константинович (1894—1918)
- Георгий Константинович (1903—1938)
- Вера Константиновна (1906—2001)

В соответствии с «Учреждением об Императорской фамилии» они получили титулы не великих князей, а лишь князей императорской крови.
Константин Константинович (1858—1915) (известный в литературе под псевдонимом «К. Р.») — был одним из четырёх сыновей великого князя Константина Николаевича (1827—1892), сына императора Николая I. Стал последним Великим князем, похороненным в усыпальнице Петропавловского собора.

## Биографии

### Воспитание детей
Константин Константинович возобновил традицию высаживать молодые дубки по случаю рождения каждого ребёнка.
Старшие дети воспитывались в семейном кругу, и школьные занятия проводили с ними преподаватели из различных учебных заведений Петербурга, в том числе Александровского лицея, Педагогического института, Николаевской военной академии. По четвергам после обеда вместо уроков дети отправлялись на экскурсии по различным достопримечательностям, фабрикам и музеям. Все сыновья были зачислены в различные кадетские корпуса. Олег и Константин посещали уроки в кадетском корпусе и потому, выйдя в офицеры, они гораздо проще адаптировались к своему окружению. Современники описывали семью князя как очень дружную. Как вспоминал военный министр А. Ф. Редигер: «Дети были благовоспитаны, но держали себя свободно и весело».
Константин Константинович считал, что умение излагать свои мысли в письменной форме является важным элементом в воспитании личности, и вёл с детьми частую переписку. Особое внимание уделял Великий князь воспитанию у детей интереса к родной литературе. По четвергам для старших детей устраивались литературные чтения, которые проходили под руководством филолога и историка русской литературы профессора Н. К. Кульмана. Члены семьи принимали участие в любительских спектаклях.
Константин Константинович предпочитал своим имениям дворянские усадьбы, в которые летом отправлялся на отдых со своими детьми с целью познакомить их с жизнью русской деревни. В 1903 году князь приобрёл усадьбу Осташево в Волоколамском уезде Московской губернии.

### Иоанн Константинович

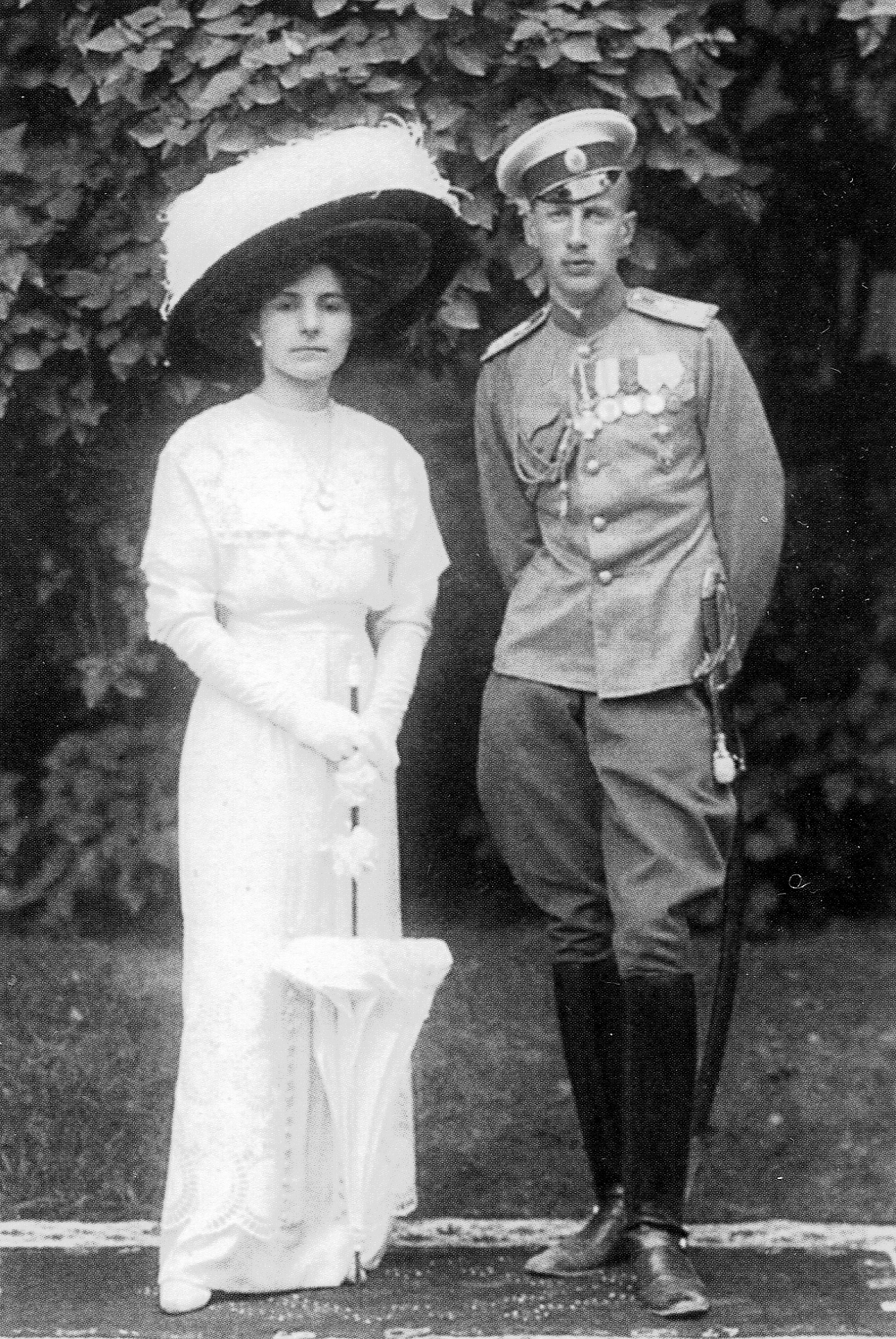
Иоанн Константинович с супругой Еленой Петровной

Родился 23 июня 1886 года в Павловске. Назван Иоанном в императорской фамилии впервые после Иоанна VI Антоновича. Отец напутствовал старшего сына: «Много тебе надо стараться и работать над собой, чтобы вышел из тебя сперва исправный юнкер, а потом хороший офицер, а главное — порядочный человек. Помни, что тебе многое дано, а значит, и спросят много». В день его совершеннолетия Великий князь записал в своём дневнике: «Милый юноша… благочестивый, любящий, вежливый, скромный, немного разиня, не обладающий даром слова, несообразительный, но вовсе не глупый и бесконечно добрый».
По предложению матери был женат на дочери сербского короля Петра I Карагеоргиевича — Елене. Во время праздничного обеда в Стрельне зажжённые в люстрах свечи начали падать на пол. «Можно считать падение свечей плохим предзнаменованием, но вряд ли это тогда приходило кому-нибудь в голову».
7 января 1914 года у молодожёнов родился сын — Всеволод, а 12 июля 1915 года в Павловске родилась дочь, окрещённая Екатериной. Она скончалась 13 марта 2007 года в Монтевидео.
Иоанн в своей верующей семье выделялся особой религиозностью. Был регентом церкви Павловского дворца и сам сочинял религиозную музыку, при этом обладал абсолютным слухом и музыкальными способностями. Много занимался благотворительностью и был попечителем Всероссийского трудового общества христиан-трезвенников и одним из покровителей Камчатского Православного братства во имя Всемилостивого Спаса. Имел прозвище «Иоанн панихидный» поскольку император часто посылал его в качестве представителя Дома Романовых на духовные торжества и похороны членов европейских монархических семей. Был патроном Педагогического института в Петербурге (ныне — РГПУ им. Герцена). Выпускницы с благодарностью вспоминают о его деятельности на этом поприще, в том числе организованные им за свой счёт зарубежные поездки студентов.
Участник Первой мировой войны, награждён георгиевским оружием.
Став владельцем Павловска, Иоанн продолжал дело своего отца по сохранению дворцово-паркового ансамбля и, в связи с юбилеем, создал специальную комиссию по обследованию архитектурных сооружений города и парка. Началась инвентаризация дворцовых коллекций.

### Гавриил Константинович

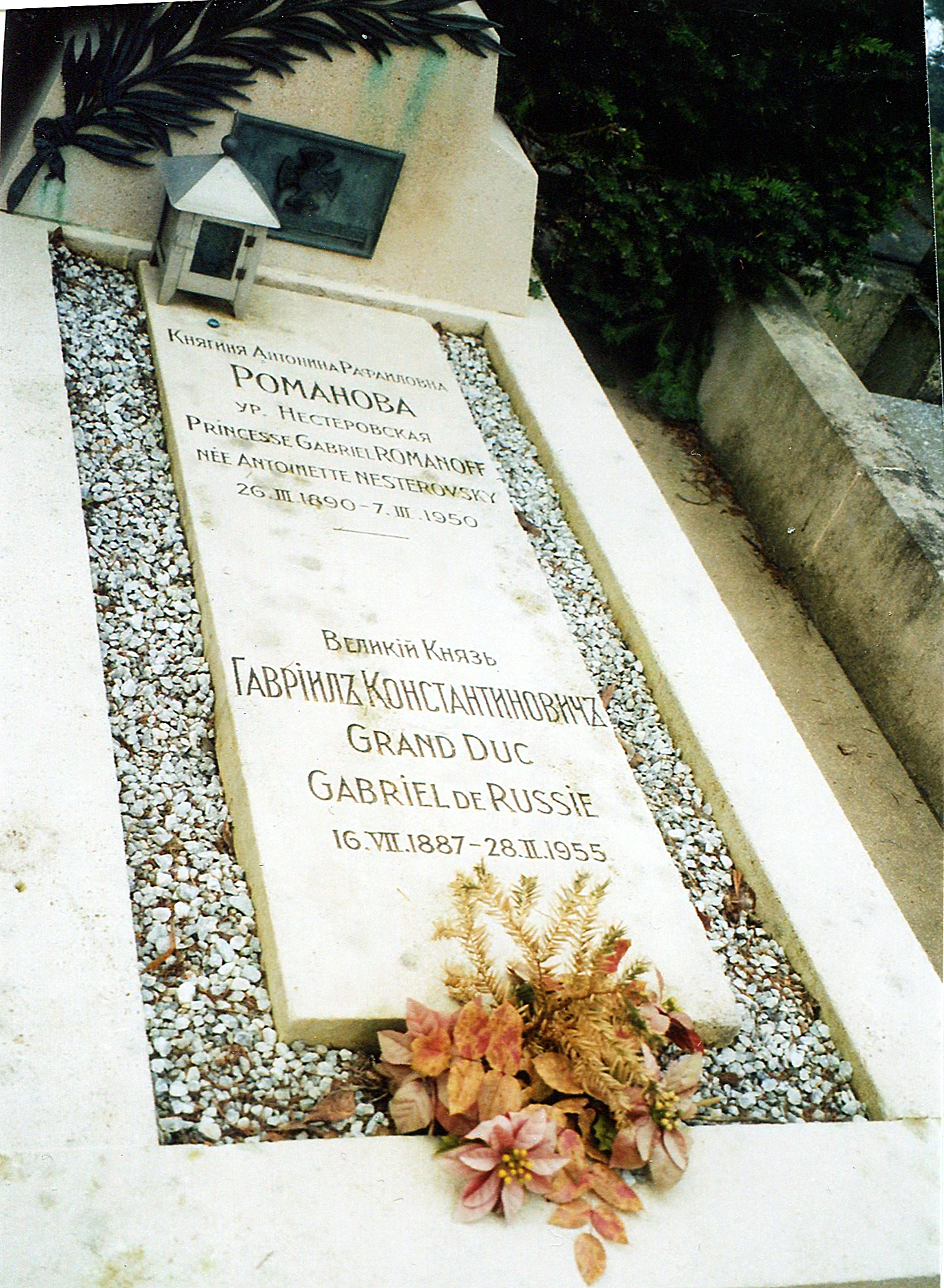
Могила Гавриила Константиновича

Родился 3 июля 1887 года в Павловске. По требованию Александра III был назван не Андреем, как хотели родители, а, впервые в доме Романовых, Гавриилом, что предотвращало неоднозначность имён в императорской семье. Он стал первым членом династии, получившим такое имя. Отличался высоким ростом (около 2 м). Он закончил Николаевское кавалерийское училище, после окончания которого был зачислен в 4-й эскадрон лейб-гвардии Гусарского полка. В августе 1911 года познакомился на вечере у М. Ф. Кшесинской с балериной Михайловского театра Антониной Рафаиловной Нестеровской, происходившей из обедневшей дворянской семьи и начавшей с кордебалета, но со временем ставшей характерной танцовщицей, много гастролировавшей. Обручился с ней в 1912 году. Однако из-за разницы в общественном положении они смогли заключить брак лишь после Февральской революции.
Во время Первой мировой войны был награждён георгиевским оружием. В 1917 году окончил курсы при Императорской Николаевской военной академии, но весной был уволен со службы.
Единственный из Романовых — заключённых Петропавловской крепости, которого удалось спасти. Доктор Мельгунов, лечивший Гавриила от туберкулёза, сумел добиться распоряжения на освобождение пациента. Хотя за Романовых перед Лениным хлопотал Максим Горький и получил от него заверения в том, что князьям будет сохранена жизнь, остальные были расстреляны «в ответ на убийство буржуазией Карла Либкнехта и Розы Люксембург». Князь умер в Париже, не оставив потомства, 28 февраля 1955 года и был похоронен на кладбище Сент-Женевьев-де-Буа.

### Татьяна Константиновна

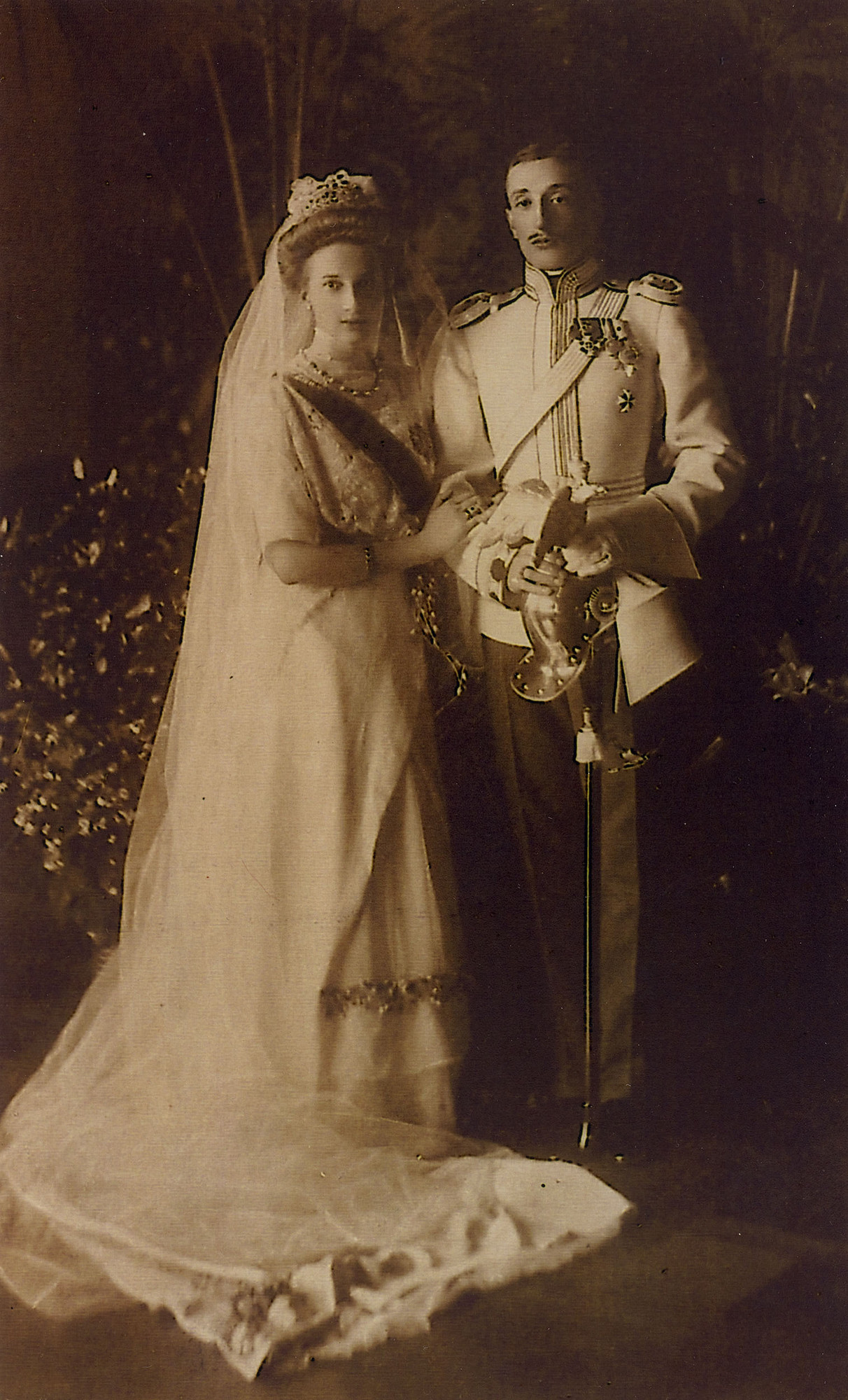
Татьяна Константиновна Романова с супругом князем Багратион-Мухранским

Родилась 11 января 1890 года в Петербурге. Названа Татьяной, поскольку появилась на свет накануне Татьяниного дня. Летом 1910 года родителям стало ясно, что она намерена выйти замуж за кавалергарда князя Константина Александровича Багратион-Мухранского. Родители были в панике и пытались отговорить Татьяну, мотивируя своё несогласие тем, что в случае, если она сменит фамилию «ей с мужем будет не на что жить». Поскольку Татьяна упорствовала, «и дело дошло до поцелуев», было проведено три семейных совета, председателем одного из которых был Император. На совещании 26 января 1911 года К. Р. заявил: «число особ императорской фамилии настолько увеличилось, что для заключения ими браков не имеется за границей достаточного количества лиц, принадлежащих к какому-либо царствующему или владетельному дому, с каким им, по закону, только и разрешается вступать в брачный союз». А Татьяне Николай II дал разрешение на замужество, однако этот брак с Багратион-Мухранским был признан морганатическим. 24 августа 1911 года в Павловске состоялась свадьба. 8 августа 1912 года у молодожёнов родился сын Теймураз, а 6 апреля 1914 года — дочь Наталья.
19 мая 1915 года в бою подо Львовом князь был убит. Одевши белые одежды, Татьяна вместе с братом Игорем отправилась в Грузию, где похоронила мужа во Мцхете в храме Светицховели.
Эта смерть окончательно подорвала здоровье Константина Константиновича, тяжело переживавшего смерть любимого сына Олега. И он скончался от приступа стенокардии 2 июня 1915 года в Павловске. 6 июня он был похоронен в великокняжеской усыпальнице. На его гроб высыпали землю из Стрельны, которую великий князь возил с собой в серебряной коробочке. Большевики в 1926 году объявили, что все украшения, «как не имеющие художественной ценности» подлежат переплавке. В 1930 году надгробия были разрушены, а усыпальница превращена в книжный склад. В мае 1992 года надгробие Константина Константиновича было восстановлено.

### Константин Константинович

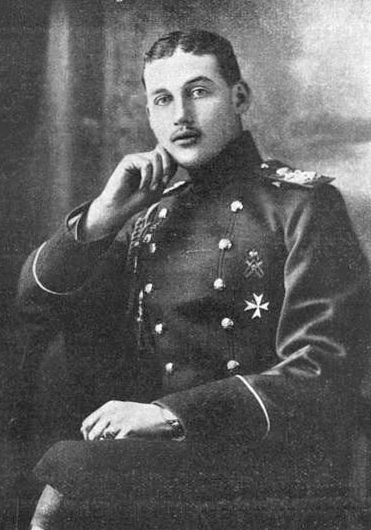
Князь Константин Константинович

Родился 20 декабря 1890 года в Петербурге.
Константин и Игорь Константиновичи в 1908—1910 годах прошли обучение в специальных классах Пажеского корпуса, что было новшеством, поскольку не было принято, чтобы члены царской фамилии были пажами. После обучения Константин Константинович-младший поступил на службу в лейб-гвардии Измайловский полк, где начал посещать вечера «Измайловских досугов». Ему удалось быстро завоевать симпатии однополчан, которых во время болезни посещало его ежедневно до пятидесяти человек. По настоянию врача он был перевезён в Стрельну, где заинтересовался агротехникой, а в Павловске организовал образцовое молочное хозяйство. За отличия во время военных действий он был награждён Георгиевским крестом 4-й степени.
По поводу постигших семью бед, записал в своём дневнике:

Мы рады изгнанию. Узнали людей и жизнь, которую, к сожалению, не знали.— цитируется по: Буранов Ю. А., Хрусталёв В. М. Романовы

### Олег Константинович
Родился 15 ноября 1892 года в Петербурге. Наиболее одарённый из всех детей великокняжеской семьи. Им были написаны около семидесяти стихотворений, несколько рассказов и повестей. Он собирался посвятить свою жизнь занятиям наукой и литературой, а в качестве профессии предполагал стать юристом.

…я увлекаюсь мечтой, что, в конце концов, в царской семье образуется с течением времени остров. Несколько человек будут проводить в жизнь реакцию по отношению к безобразиям сегодняшней жизни. И мало-помалу опять появятся настоящие люди, сильные и здоровые духом, и, во-вторых, и телом. Боже, как мне хочется работать на благо России…— Дневник Андрея Владимировича

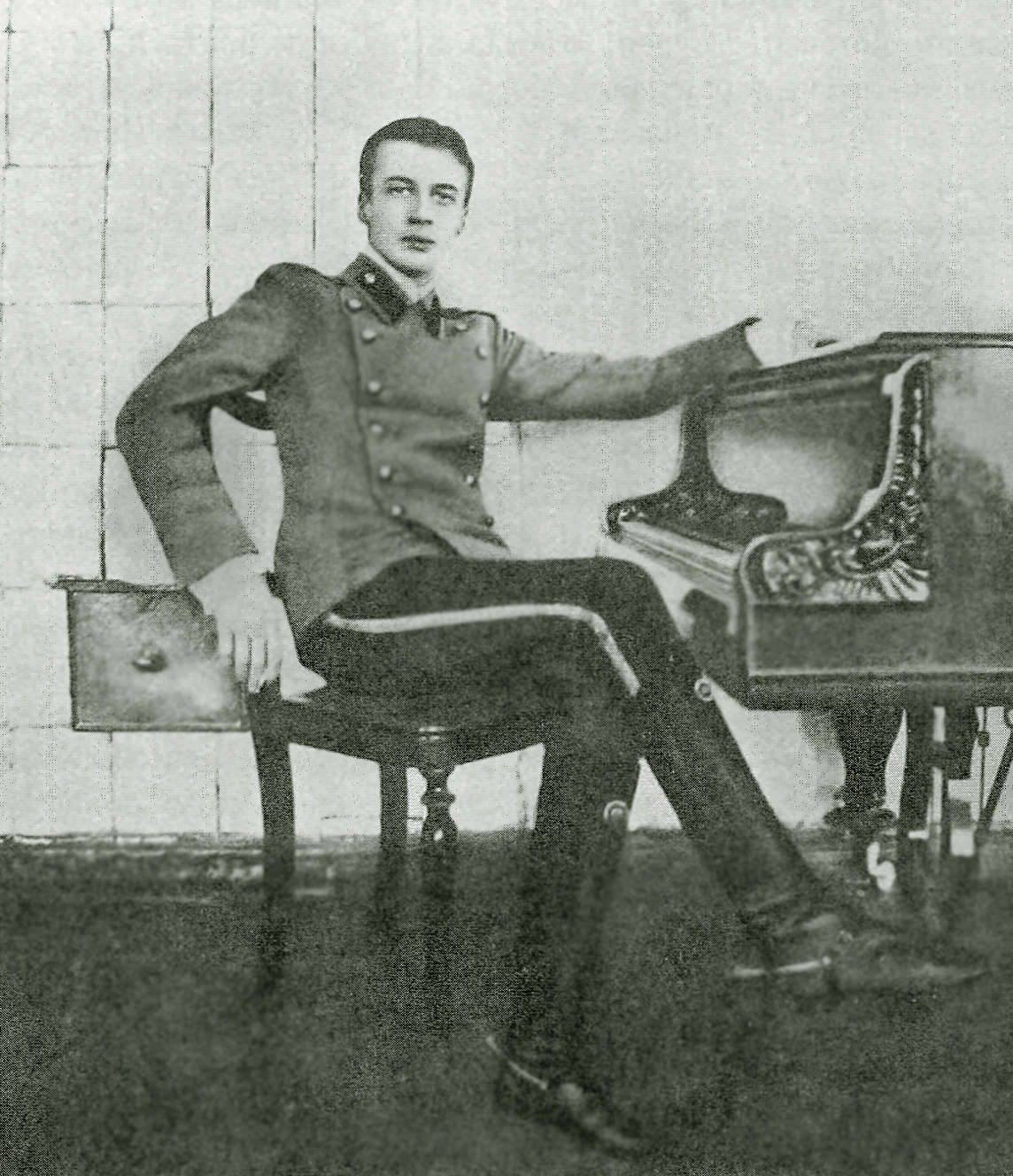
Олег Константинович

В 1910 году закончил кадетский корпус и пожелал учиться только в Александровском лицее, где ранее учился его кумир Пушкин. В мае 1910 получил от Государя разрешение на поступление в Лицей и стал, таким образом, первым в семье Романовых, которые до начала обязательной для них военной службы поступил в гражданское учебное заведение. Одно из его сочинений (о Феофане Прокоповиче) было удостоено Пушкинской медали. По его инициативе и при деятельном участии было подготовлено по поводу празднования столетнего юбилея Александровского Лицея факсимильное издание рукописей, хранившихся в Пушкинском музее Лицея.
В 1913 году принял решение о том, чтобы серьёзно заняться юриспруденцией, чтобы стать в этой области магистром и профессором. В этом же году он окончил Лицей с серебряной медалью и получил чин титулярного советника. Затем по распоряжению императора он был зачислен в лейб-гвардии Гусарский полк. Однако, имея слабые лёгкие, вследствие обострившейся болезни не смог приступить к службе. С началом войны он не был включён в списки полка, но сумел добиться отправки в армию.

Все пять братьев пошли на войну со своими полками. Мне это страшно нравится, так как показывает, что в трудную минуту царская семья держит себя на высоте своего положения.— запись в дневнике
27 сентября 1914 года во время стычки с разъездом противника он был ранен. В Вильно ему была сделана операция, но из-за начавшегося заражения крови он 29 сентября скончался. Последними его словами были:

Я так счастлив!.. Это нужно было. Это поддержит дух, в войсках произведёт хорошее впечатление, когда узнают, что пролита Кровь Царского Дома. Это поддерживает династию.— Константин Константинович. Дневники. — С. 350—351.
Олег был похоронен в Осташёво недалеко от Волоколамска. В 1915 году здесь была начата постройка церкви во имя святого Олега Брянского по проекту М. М. Перетятковича и С. М. Дешева, но из-за начавшейся смуты церковь осталась не освящённой.
В советское время была сделана попытка разорить его могилу и местные власти произвели его перезахоронение на берегу реки Рузы на кладбище возле церкви Александра Невского. При устройстве водохранилища вода подошла вплотную к храму. Летом 1993 года в усадьбе побывали приехавшие из-за границы Мария Владимировна (называющая себя великой княгиней) с сыном Георгием, которые установили мемориальную доску в память об Олеге Константиновиче.

### Игорь Константинович

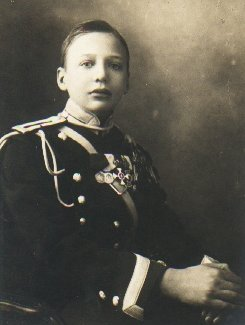
Игорь Константинович

Родился 29 мая 1894 года в Стрельне. После окончания Пажеского корпуса поступил на службу в лейб-гвардии Гусарский полк. Во время войны был награждён Георгиевским оружием.
В начале апреля 1918 вместе с великим князем Сергеем Михайловичем, князьями императорской крови Иоанном и Константином, а также князем В. П. Палеем был отправлен в Вятку. Вначале там режим проживания был свободным. Ему предлагали бежать, использовав чужой паспорт. Однако на это князь ответил, что «он не сделал ничего худого перед Родиной и не считает возможным поэтому прибегать к подобным мерам».

## Константиновичи в Алапаевске

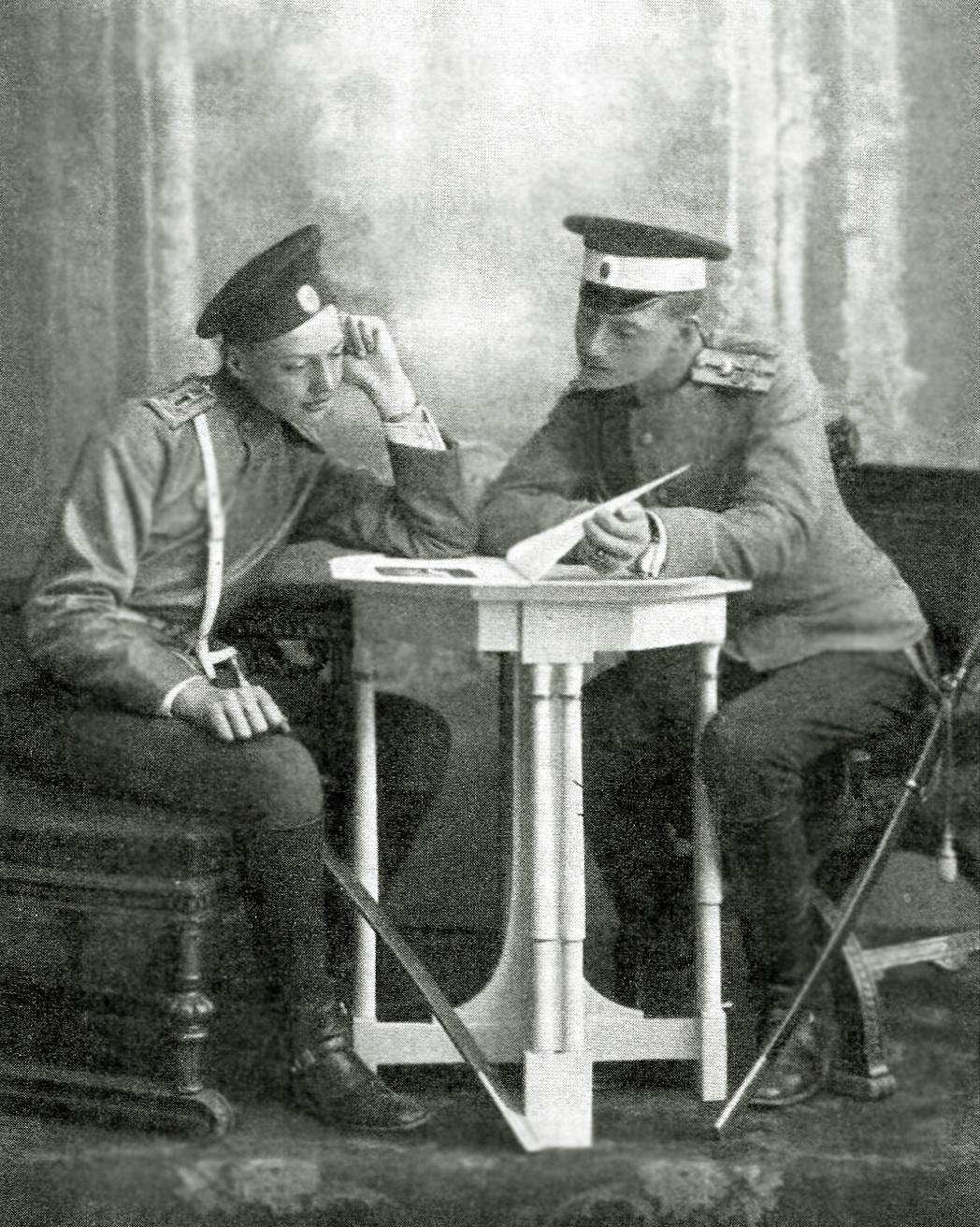
Игорь и Константин Константиновичи Романовы

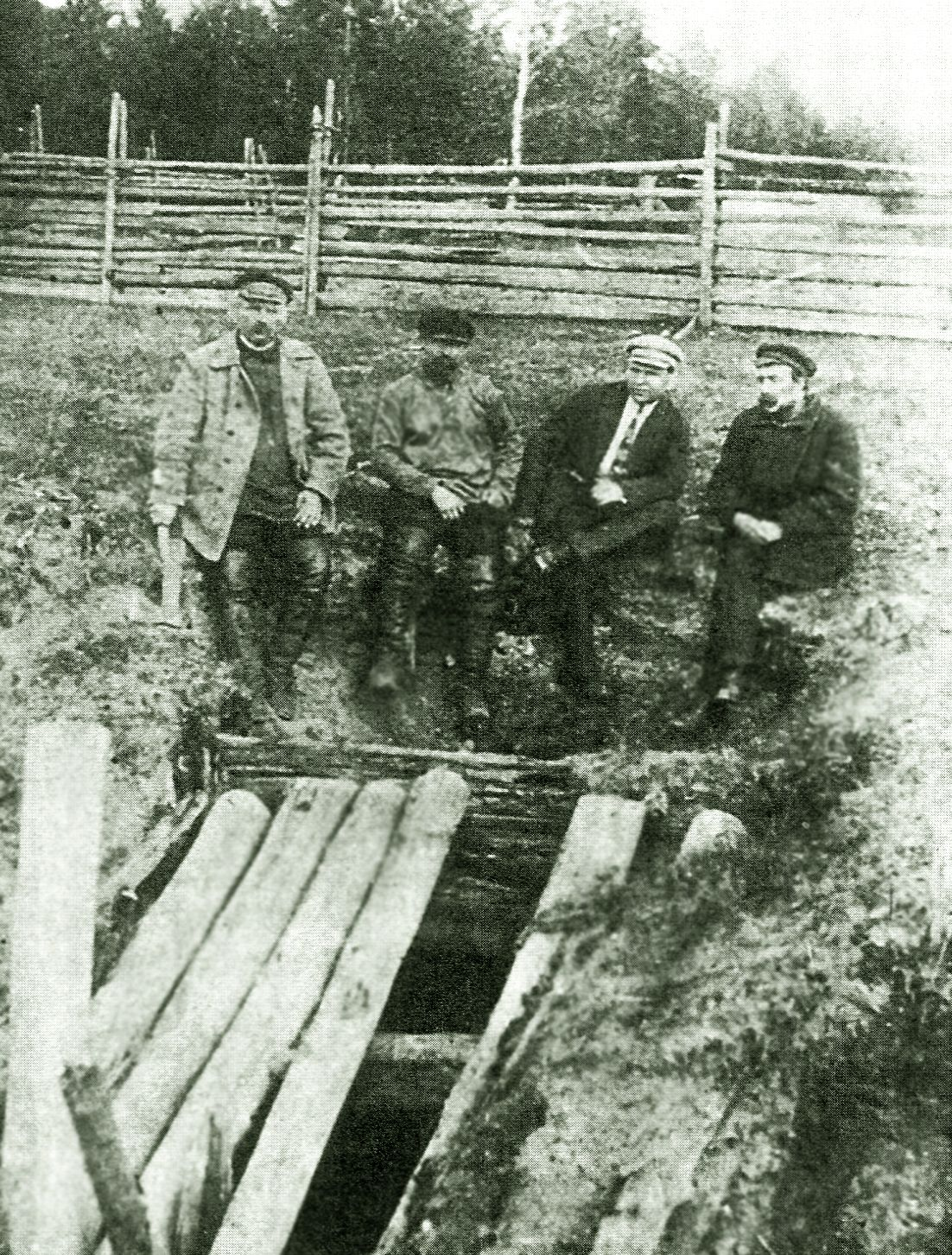
Алапаевская шахта

На следующий день после убийства в Екатеринбурге царской семьи в полном её составе, включая несовершеннолетнего наследника престола Алексея Николаевича, в ночь на 5 (18) июля 1918 по решению официальных органов Советской власти года убиты без предварительного суда и предъявления обвинения путём сбрасывания живыми в шахту Игорь, Константин и Иоанн Константиновичи Романовы.
Через два месяца после этого убийства, под предлогом ответа на необъявленный так называемый «Белый террор», Постановлением СНК РСФСР от 05.09.1918 «О красном терроре» был официально объявлен Красный террор.
8 июня 2009 года все жертвы убийства в Алапаевске были (не будучи ни в чём обвинёнными) посмертно реабилитированы Генеральной прокуратурой России.

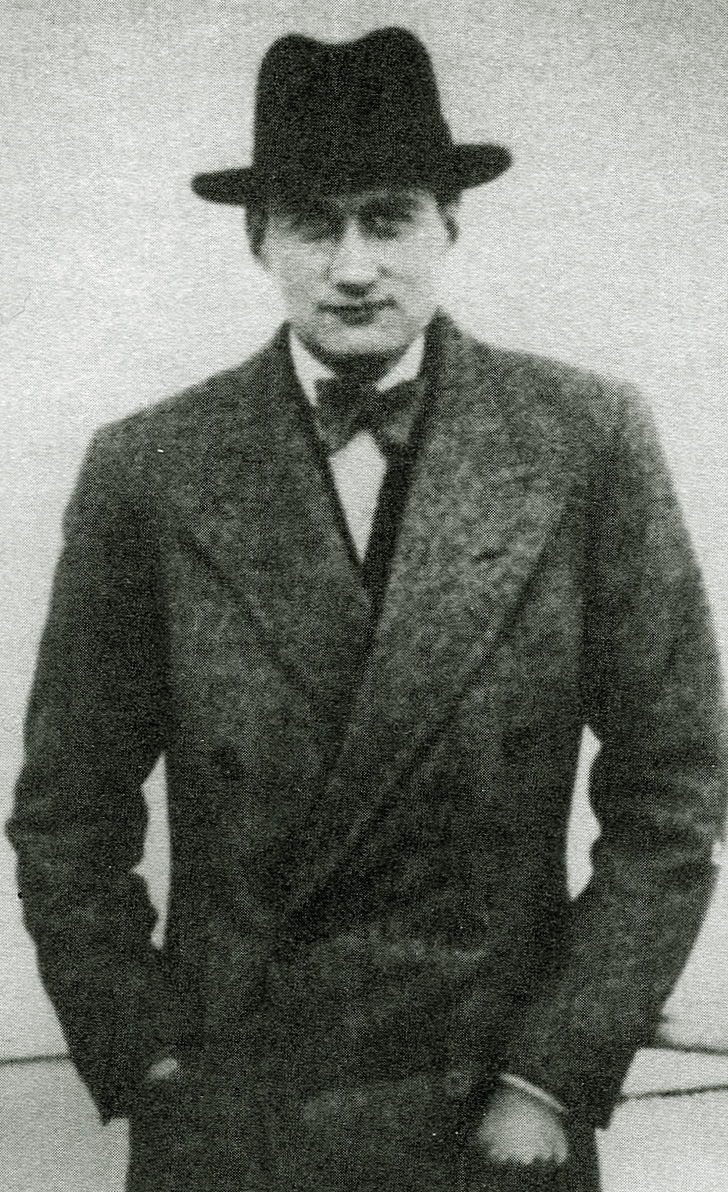
Георгий Константинович

### Георгий Константинович
Родился 23 апреля 1903 года в Петербурге.
Был зачислен в Орловский Бахтина кадетский корпус. После революции продолжал жить с матерью, вдовой КР Елизаветой Маврикиевной в Мраморном дворце. После того, как во дворец въехал Народный комиссариат труда, вынуждена была покинуть дворец и переселиться в дом № 10 по Дворцовой набережной. Однако она продолжала придерживаться принципа своего мужа и долгое время отказывалась от эмиграции:

…если Россия в нужде, то русский великий князь её не покидает— 
Однако проживание в стране становилось всё опаснее, и мать стала серьёзно опасаться за последнего оставшегося сына, которому грозила судьба старших братьев. Осенью 1918 года она получила письмо от шведской королевы Виктории, которая предложила ей в своей стране убежище. И с большими трудностями остаткам великокняжеской семьи удалось вырваться на свободу. Георгий некоторое время жил в Англии, затем перебрался в США. Он хорошо рисовал и интересовался искусством. Одно время он работал балетным импресарио. Судьба семьи подорвала его силы, и он нередко выражал пожелание умереть молодым. 7 ноября 1938 года в возрасте 35 лет он умер от перитонита и был погребён на Лонг-Айленде. Его останки были перенесены в 1957 году на кладбище Свято-Успенского Ново-Дивеевского женского монастыря его сестрой Верой Константиновной.

### Наталья Константиновна
Вторая дочь князя, родилась 10 марта 1905 года в Петербурге и, прожив два месяца, скончалась. Семья тяжело переживала её смерть.

### Вера Константиновна
Третья дочь княжеской четы. Родилась в Павловске 11 апреля 1906 года. Её назвали в честь старшей сестры Константина Константиновича. После эмиграции и смерти матери Вера некоторое время жила со своим братом Георгием в Англии, но затем перебралась в Альтенбург, где умерла её мать. Княжна унаследовала от своего деда Константина Николаевича любовь к морю и в 1933—1934 годах прошла в Баварии обучение на курсах парусного спорта. После этого она совершила плавание по Балтийскому морю на борту парусника, в команду которого входило 10 девочек. Она принимала участие в создании музея при обществе русских офицеров императорского флота и передала сюда некоторые семейные реликвии. К тому же она состояла членом немецкого яхт-клуба «Ганза». Впервые увидев Гитлера в 1933 году, она отметила в своих воспоминаниях: «в то время сам он ещё производил почти приличное впечатление, но окружение у него было отвратительное». Служила в годы Второй мировой войны переводчицей на заводах, где работали остарбайтеры. Когда советская армия приблизилась к Лейпцигу, она вместе со своим двоюродным братом принцем Фридрихом Саксен-Альтенбургским за двенадцать дней прошла на запад, стерев ноги в кровь, расстояние в 240 километров. Она поселилась в Гамбурге в 1946 году, входившем тогда в британскую зону оккупации Германии. Здесь она работала в британском отделении Красного Креста и оказывала помощь перемещённым лицам. В октябре 1951 года переехала в США, где встретилась со своим племянником Теймуразом Багратион-Мухранским. Здесь она работала в Толстовском фонде и в 1952—1969 годах — в Обществе по оказанию помощи русским детям за рубежом, а также до 1971 года, когда она вышла на пенсию, в Попечительстве о нуждах Русской зарубежной православной церкви.
К началу 1918 года все русские кадетские корпуса, числом 31, были ликвидированы. Но на территориях, находившихся под контролем администрации Белого движения, некоторые из них были восстановлены. После его поражения за границей оказалось около 2000 кадетов.
Зарубежные кадетские корпуса были восстановлены в 1922 году бароном П. Н. Врангелем. На пенсии Вера Константиновна стала почётным председателем Объединения Русских кадетских корпусов в Нью-Йорке, где регулярно проводила смотры. Ей было присуждено звание «старшей сестры всех кадет». Последние годы она провела в доме престарелых Толстовского фонда в Велли-коттедж (штат Нью-Йорк). После перелома бедра она была вынуждена пользоваться костылями и тяжело болела. 11 января 2001 года она скончалась и была похоронена рядом с братом Георгием. Вера Константиновна оставалось единственной внучкой Великого князя Константина Николаевича. В настоящее время его прямых потомков по мужской линии не осталось.